# Palacio Nuevo de Stuttgart

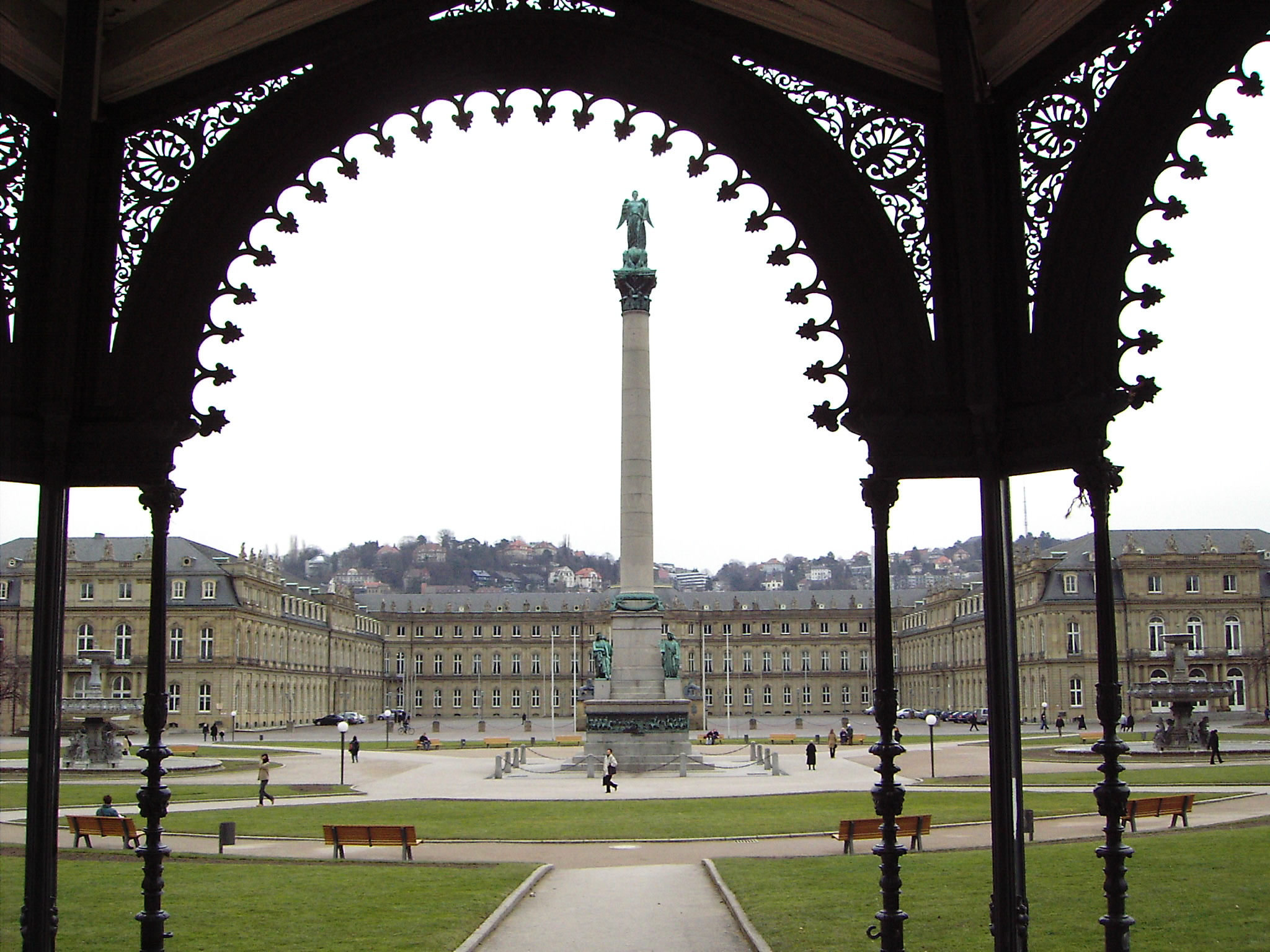
El Nuevo Palacio visto desde el lado opuesto de Schlossplatz (plaza del palacio).

El Palacio Nuevo, también llamado Castillo Nuevo (en alemán: das Neue Schloss), es una construcción que se levanta en el extremo sur de la plaza de Schlossplatz, la plaza central en Stuttgart, Alemania. El castillo fue construido en estilo barroco tardío.
Desde 1746 hasta 1797 y desde 1805 hasta 1807, sirvió como residencia de los reyes de Wurtemberg (en otras ocasiones el Palacio de Ludwigsburg, unos pocos kilómetros al norte, fue la residencia favorita de la familia real). El palacio se yergue adyacente al Antiguo Palacio.
El castillo fue casi destruido por completo por los bombardeos aliados durante la Segunda Guerra Mundial y reconstruido entre 1958 y 1964. Durante este tiempo la mayor parte del interior del castillo también fue restaurado y sirvió de sede al Parlamento del Estado de Baden-Wurtemberg. En la actualidad es utilizado por los Ministerios de Finanzas y Educación. Las visitas públicas externas solo son permitidas en ocasiones especiales.
La Schlossplatz es adyacente a otras dos plazas populares en Stuttgart: la Karlsplatz al sur y la Schillerplatz al suroeste. El que fuera presidente federal alemán, Richard von Weizsäcker, nació en el Palacio Nuevo el 15 de abril de 1920.

## Galería de imágenes

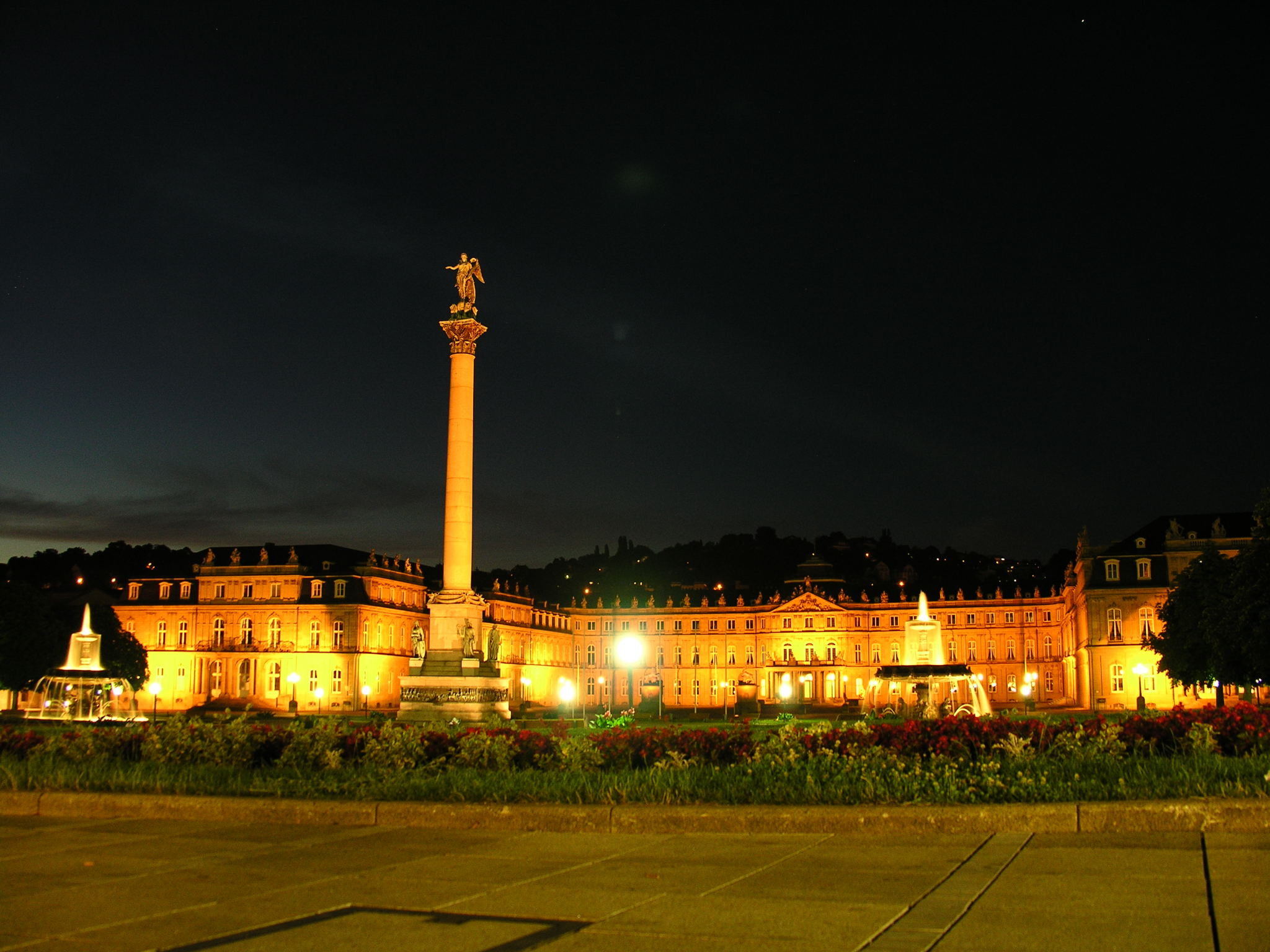
El Nuevo Palacio de noche
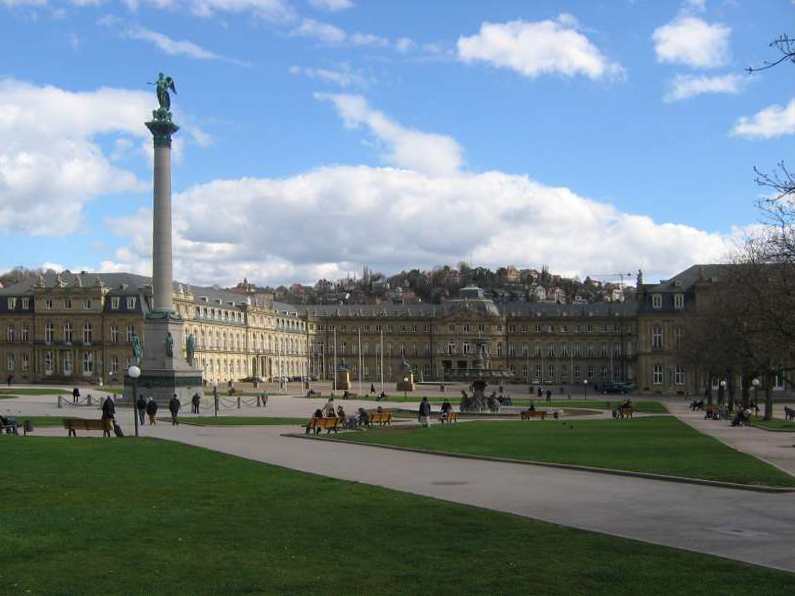
Schlossplatz con el Nuevo Palacio
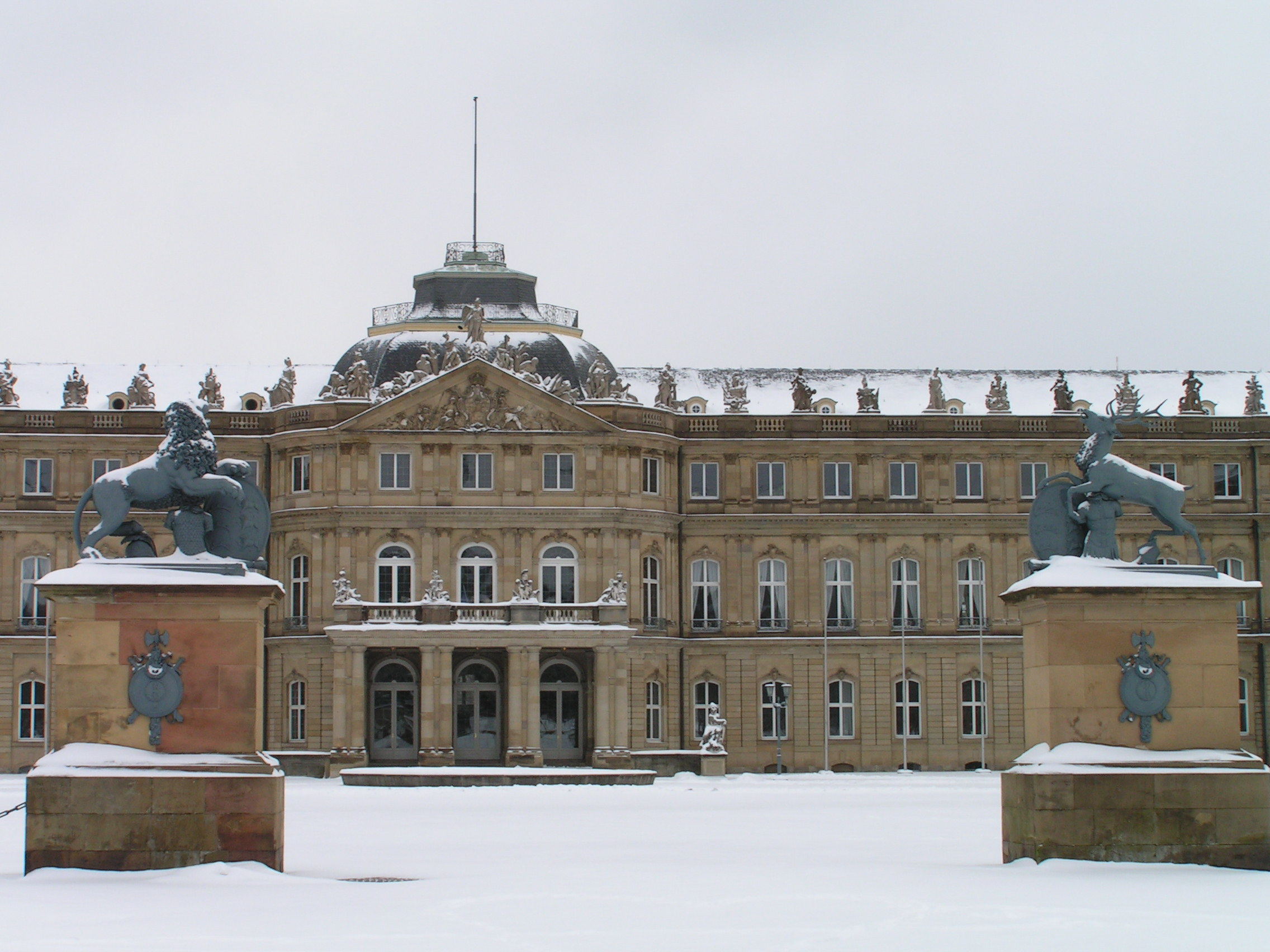
El Nuevo Palacio en invierno
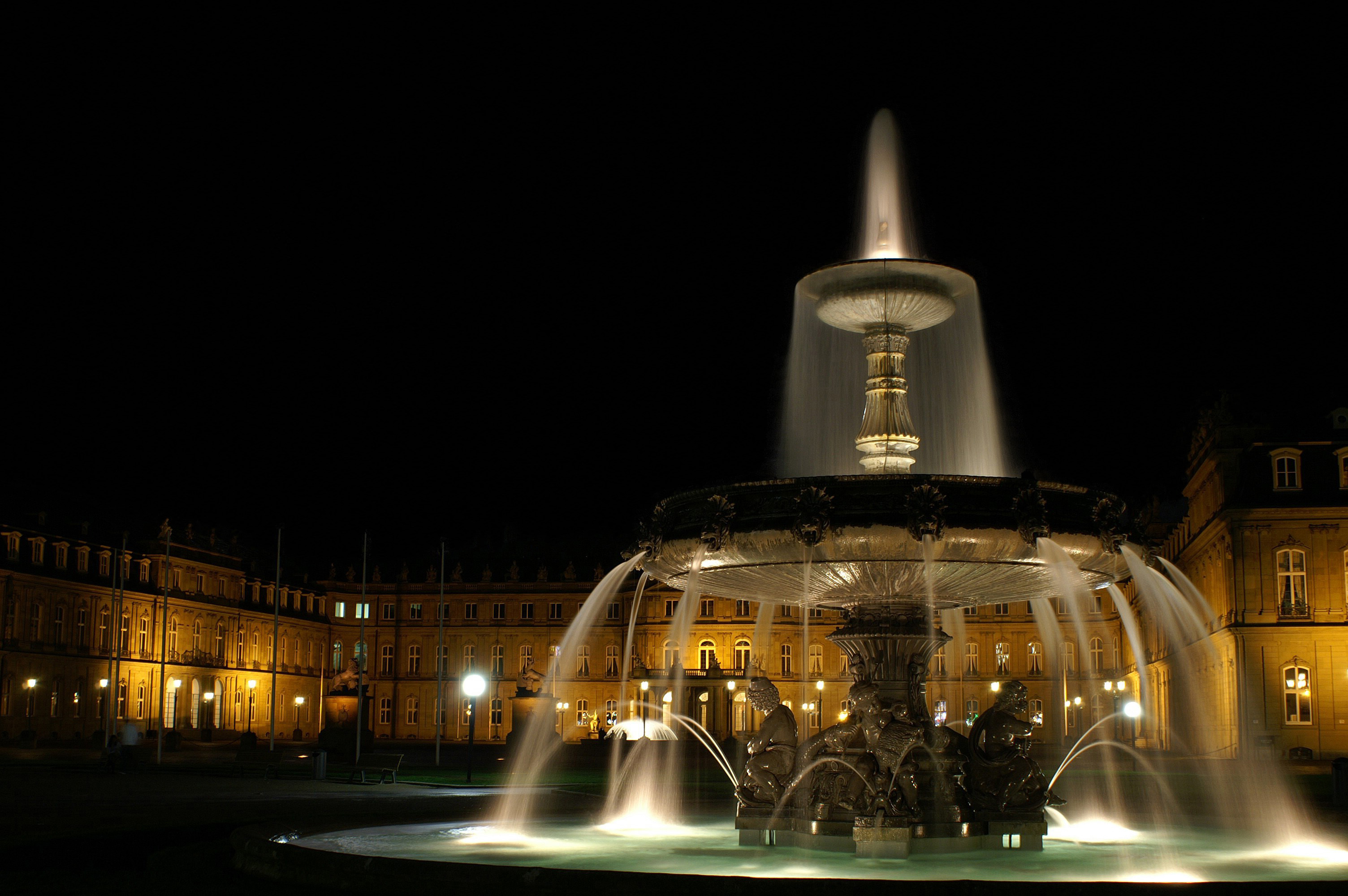
Fuentes en frente del palacio por la noche
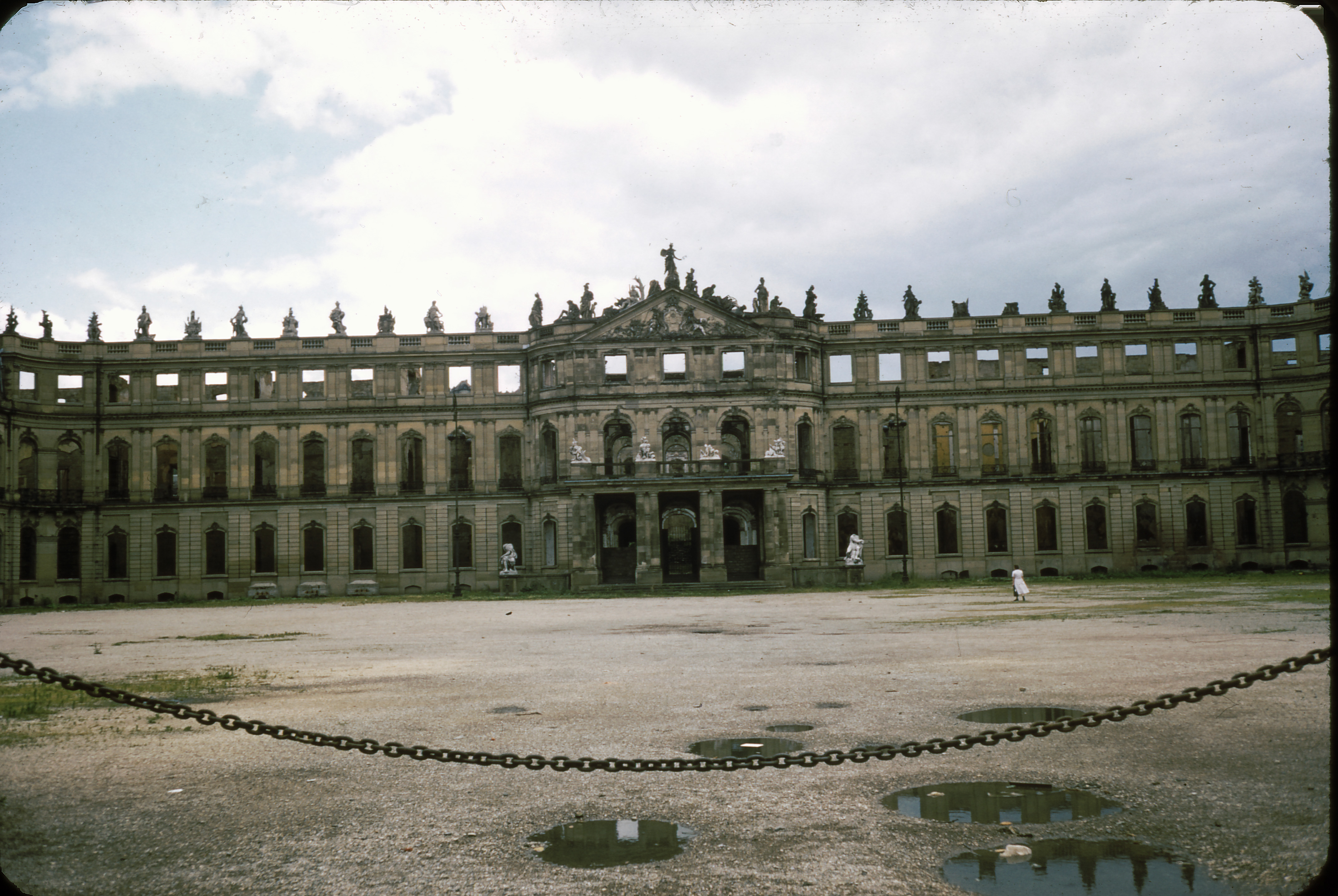
En 1955 o 1956, antes de su restauración
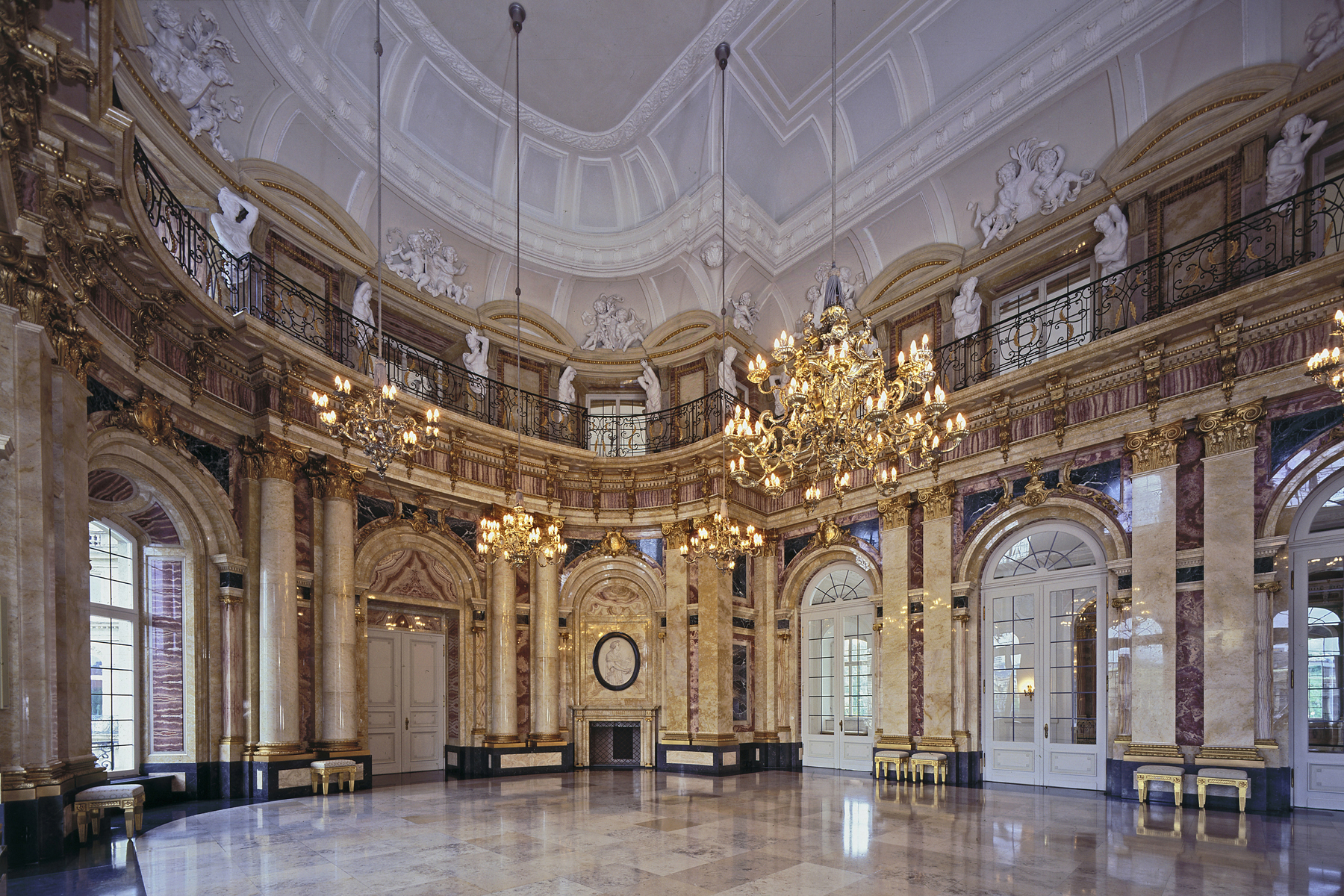
Sala de Mármol